# Ванне, Хампус
Ха́мпус Ва́нне (швед. Hampus Wanne; род. 10 декабря 1993 года, Гётеборг) — шведский гандболист, выступающий за испанский клуб «Барселона» и сборную Швеции. Серебряный призёр чемпионата мира 2021 года, чемпион Европы 2022 года.

## Карьера

### Клубная
Хампус Ванне начинал профессиональную карьеру в шведском клубе ГК «Аранэс». В январе 2013 года Ванне перешёл в шведский клуб «Эннередс», в котором сыграл до конца сезона. В июле 2013 году Хампус Ванне перешёл в немецкий клуб «Фленсбург-Хандевитт». Летом 2022 года перешёл в испанский клуб «Барселона».
В сезоне-2020/21 был признан лучшим шведским гандболистом года.

### В сборной
18 марта 2017 года в возрасте 23 лет Ванне дебютировал за национальную сборную Швеции. Сыграл за сборную 53 матча и забросил 196 мячей. Участник Олимпийских игр 2020 года (пятое место), чемпионатов мира 2019 и 2021 годов, чемпионатов Европы 2018 и 2022 годов.

## Награды
- Серебряный призёр чемпионата мира: 2021 (лучший левый крайний турнира)
- Чемпион Европы: 2022
- Серебряный призёр чемпионата Европы: 2018
- Чемпион Германии: 2018, 2019
- Победитель Лиги чемпионов: 2014

## Статистика
Статистика Хампус Ванне в сезоне 2018/19 указана на 11.6.2018
| Сезон      | Клуб                | Лига       | Матчи | Голы | 7-метр | Голы |
| ---------- | ------------------- | ---------- | ----- | ---- | ------ | ---- |
| 2013/14    | Фленсбург-Хандевитт | Бундеслига | 23    | 13   | 0      | 13   |
| 2014/15    | Фленсбург-Хандевитт | Бундеслига | 35    | 24   | 1      | 23   |
| 2017/18    | Фленсбург-Хандевитт | Бундеслига | 34    | 147  | 20     | 127  |
| 2018/19    | Фленсбург-Хандевитт | Бундеслига | 34    | 90   | 40     | 50   |
| 2013—н. в. | Итого               | Бундеслига | 130   | 274  | 61     | 213  |